# Шумовик

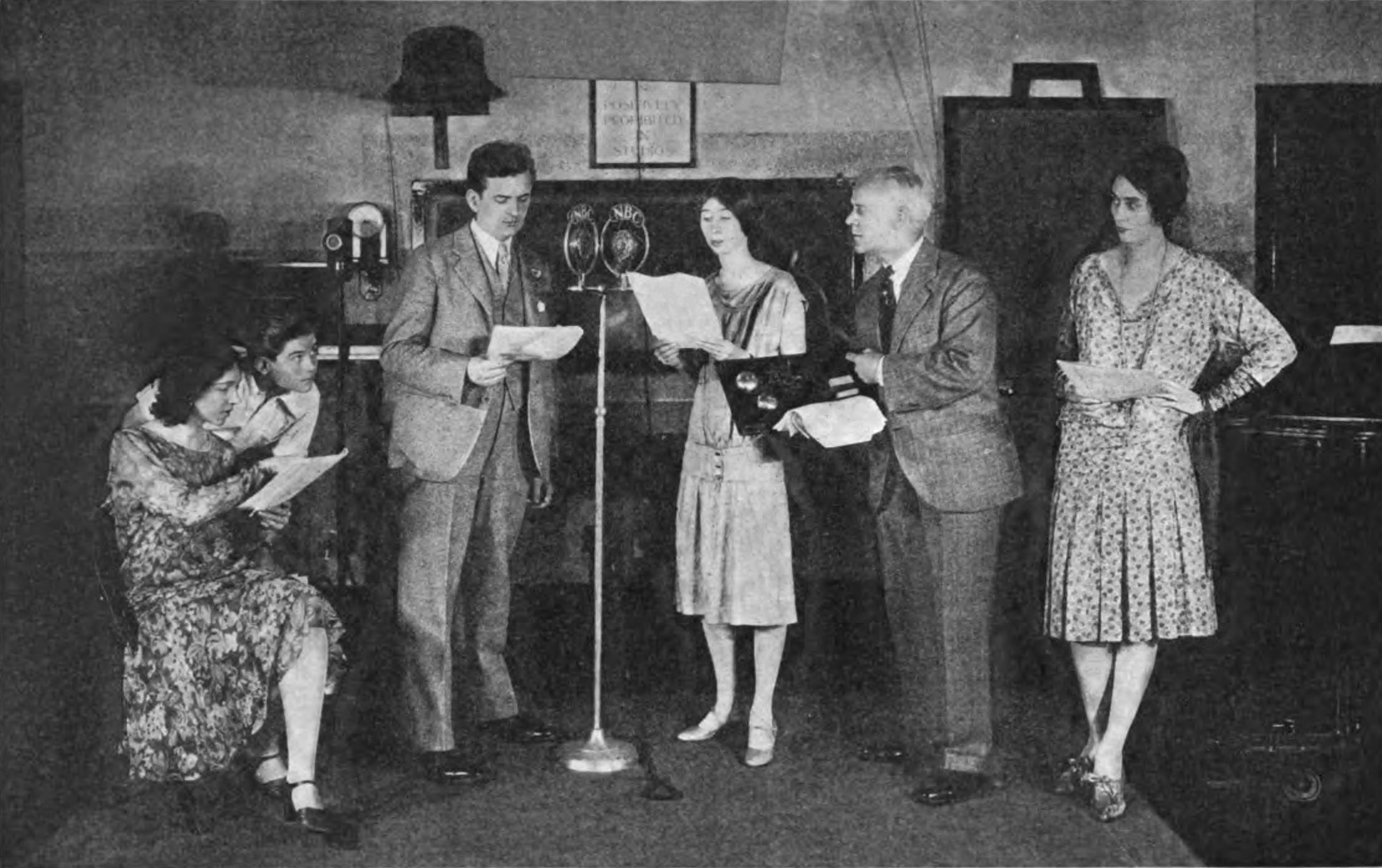
Шумовик добавляет эффекты звонящего телефона и открывающейся двери в радиопостановку (1907).

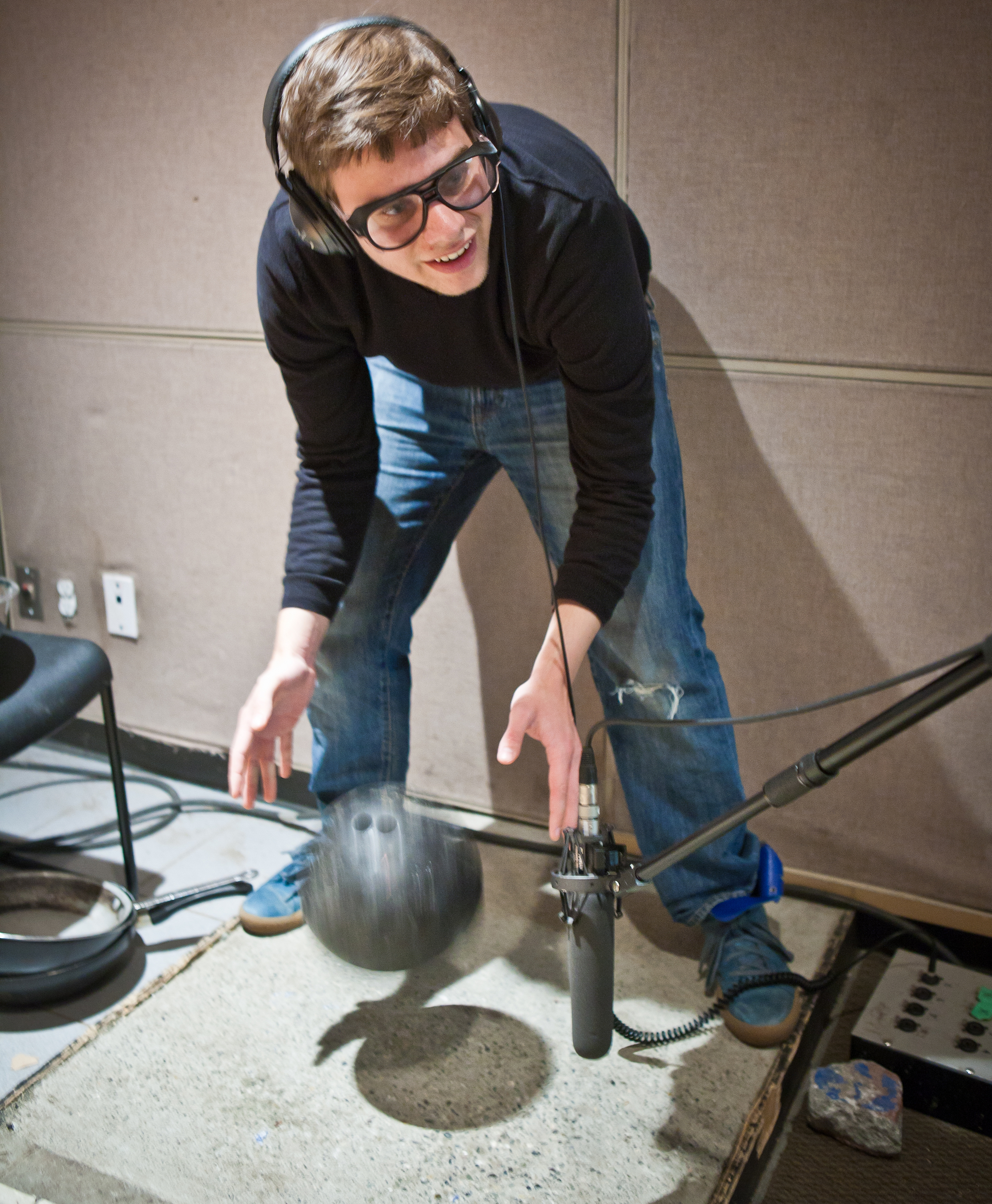
Современный шумовик за работой

Шумови́к — специалист по записи шумовых эффектов, применяющихся для кино и компьютерных игр.
Опыт показывает, что звук, получаемый во время натурной съёмки, довольно невыразителен (а зачастую и зашумлён ненужными звуками). К тому же кинодекорации рассчитаны на быстровозводимость и дешевизну — так что роль мрамора может играть фанера или пенопласт. А в постановочных драках только намечают удары, а не наносят в полную силу. В таком случае видеоряд приходится переозвучивать. В мультфильмах вообще нет натурной съёмки — и там, где есть шум, работает шумовик.
Английское название foley artist происходит от имени одного из пионеров записи и воссоздания шумовых эффектов — Джека Фоли (1891—1967) — хотя шумовики существовали и раньше, ведь в театрах делали довольно сложные спецэффекты, да и радио работало два десятка лет. В эпоху немого кино Фоли был каскадёром и разведчиком натуры в «Юниверсал Студиос». Когда конкуренты выпустили первый звуковой фильм, начали спешно готовить звуковую бригаду — и Фоли, ранее имевший дело с радио, тоже попал в неё, его задачей было переделать немой мюзикл «Плавучий театр» в звуковой. Интересно, что более чем за 30 лет озвучивания не было сделано ни фотографии мэтра в студии, ни записи его голоса. 
Поначалу шумовики озвучивали каждый монтажный кадр в один приём, а при ошибке переозвучивали весь кадр. Если, например, в кадре есть шаги по разным поверхностям и выпавший из кармана ключ, шумовая бригада должна вовремя бить ботинками по этим поверхностям, а когда выпадет ключ — бросить ключ перед микрофоном. У современных звукооператоров в арсенале нелинейный монтаж, так что звук можно подвинуть вперёд или назад, сделать громче или тише. Но общие принципы записи и воссоздания звуков те же — и, в любом случае, умелый шумовик в один приём наполнит шагами целый кадр.

## Технологии
Фонотечные шумы используются крайне редко — например, для криков животных или звуков военной техники. Обычно шумы записываются одновременно со съёмкой фильма. Инструменты шумовика — какое-либо устройство для просмотра отснятых кадров (подчас даже карманный плеер), направленный микрофон и изобретательность.

### Запись звука в контролируемых условиях
Простейший способ записать шумовой эффект — воспользоваться тем же источником звука. Например.
- Шаги — удары ботинок по подходящей поверхности[1][3][4].
- Поцелуй — целовать собственную руку.
- Стрельба — идут на военный полигон, или отдельно записывают прямо на площадке[5].
- Точно так же «дозаписывают» и другие звуки, которые непрактично записывать в студии — спортивные, автомобильные и т. д[3][6].

### Подмена источника звука
У шумовиков есть целый набор различных устройств и методик, которые позволяют записать невоспроизводимый (или трудновоспроизводимый) звук.
- Хождение по траве — выполняется по широкой плёнке видео- и профессиональных магнитофонов[1][4].
- Хруст костей — ломать перед микрофоном макароны[5][7] или сельдерей[6][7].
- Столкновение автомобилей — одни шумовики используют металлический ящик, наполненный железными деталями (крэшбокс[8]), другие[1] — приносят в студию детали автомобильных кузовов.
- Лошадиные копыта — бить половинками кокоса по какой-нибудь поверхности[1]. Впрочем, шумовики всё чаще отходят от этого штампа и достают на бойне настоящие кованые копыта[7].
- Удар кулаком — производится по арбузу или по мясу[4].
- Шаги на снегу — воспроизводятся сжиманием пакета крахмала[1][5].

Бывает, что зритель привык к подменённым звукам и удивляется, когда слышит вживую, например, пистолет.